# Мали журнал
Мали журнал су биле новине у Краљевини Србији, које су основали браћа Божа и Петар Савић 1894. године. Мали журнал су биле познати опозициони лист са радикалском, а касније демократском оријентацијом. Браћа Савић су први у Краљевину Србији набавили ротациону машину 1904. године. Бавили су се и филмом, а имали су и свој биоскоп. О њима је писао Џон Рид у својој књизи „Рат у Србији 1915.“
Захваљујући браћи Савић и Малом журналу организован је „пут око света“ Милорада Рајчевића од 13. марта 1910. до 21. септембра 1911. У Београду му је приређен свечани дочек 21. септембра 1911. и о томе је снимљен филм.